# ماريون ماهوني غريفين
ماريون ماهوني غريفين (اسم الميلاد ماريون لوسي ماهوني؛ 14 فبراير،1871 – 10 أغسطس، 1961) مهندسة معمارية وفنانة أمريكية وواحدة من أوائل المهندسات المعماريات الحائزات على ترخيص بمزاولة المهنة في العالم، وتُعد عضوًا أساسيًا في مدرسة البراري. طوّر عملها في الولايات المتحدة من أسلوب مدرسة البراري ووسع مجالاتها، وعكس عملها في الهند وأستراليا مُثُل هذه المدرسة فيما يتعلق بالمناظر الطبيعية الأصلية، والحاجات السائدة في الديمقراطيات المُشكّلة حديثًا. صرّحت الباحثة ديبورا وود أن غريفين «نفذت الرسومات بطريقة جعلت الناس تعتقد أن فرانك لويد رايت هو من رسمها (وهو واحد من المهندسين المعماريين الذين تعاونت معهم)». وفقًا للناقد المعماري، رينر بانهام، كانت غريفين «أول مهندسة معمارية في أمريكا (وربما في العالم) لم تحتج إلى أي تبريراتٍ لوجودها ضمن عالمٍ مليء بالرجال».
أنتجت غريفين بعضًا من أفضل الرسم المعماري في أمريكا وأستراليا، وكان لها دور فعال في وضع تصوّر للتخطيط التصميمي لعاصمة أستراليا، كانبرا.

## حياتها المبكرة وتعليمها
ولدت ماهوني في عام 1871 في شيكاغو، إلينوي. والدها جيريمايا ماهوني، صحفي وشاعر ومدرّس من كورك، أيرلندا، ووالدتها كلارا هاملتون، معلمة مدرسة.
انتقلت العائلة إلى بلدة وينتكا المجاورة في عام 1880 بعد حريق شيكاغو العظيم. تصف ماهوني وصفًا حيًّا في مذكراتها، والدتها وهي تحملها عندما كانت طفلة ضمن سلة ملابس، أثناء هروبهما من الحريق. نشأت ماهوني في وينتكا، مفتونةً بالمناظر الطبيعية التي اختفت سريعًا، لتحل محلها منازل الضواحي التي ملأت المنطقة. تأثرت بقريبها، المهندس المعماري دوايت بيركنز، فقررت أن تكمل تعليمها. تخرجت ماهوني من معهد ماساتشوستس للتكنولوجيا في عام 1894. وكانت ثاني امرأة تتخرج من هذا المعهد بعد صوفيا هايدن، التي صممت مبنى المرأة في المعرض العالمي الكولومبي في شيكاغو عام 1893. على الرغم من موهبة ماهوني العظيمة، إلا أنها وجدت صعوبات أحيانًا في التوفيق بين مكانتها في المجتمع ومجال عملها. لم تكن متأكدة من قدرتها على إكمال الأطروحة المطلوبة منها للحصول على درجة البكالوريوس، لكن أستاذها كونستونت ديزيغي ديبغاديللي، دفعها للمضي قدمًا.

## مهنتها المعمارية

### العمل مع فرانك لويد رايت
عادت ماهوني بعد تخرجها إلى شيكاغو، حيث أصبحت أول امرأة تحصل على ترخيص بمزاولة الهندسة المعمارية في إلينوي. عملت لدى شركة الهندسة المعمارية التي يمتلكها قريبها، والواقعة في ستاينواي هول، في شارع 64E، فان بيرين، وسط مدينة شيكاغو. كان المكان مشتركًا مع العديد من المهندسين المعماريين الآخرين، بمن فيهم روبرت سي. سبنسر ومايرون هانت وويبستر تومليسون وإيرفينغ بوند وألين بارتليت بوند وآدامو بواري وبيرتش لونج وفرانك لويد رايت. ذهبت ماهوني في عام 1895، وهي أول موظفة عيّنها فرانك لويد رايت، لتعمل في تصميم المباني والأثاث والنوافذ الزجاجية المعشّقة والألواح الزخرفية. أصبح رسمها المائي للمباني والمناظر الطبيعية معروفًا كطابع أساسي مميز لأسلوب رايت، بالرغم من أنها لم تحصل على اعتراف من قبل هذا المعماري المشهور. عُرفت ماهوني بعد أكثر من قرنٍ من الزمن، بأنها واحدة من أعظم واضعي الأسس المعمارية في هذا المجال، أما خلال حياتها، فقد نُظر إلى موهبتها على أنها مجرد امتداد للعمل الذي قام به المهندسون المعماريون الذكور. ارتبطت ماهوني باستديو رايت لما يقرب من خمسة عشر عامًا، وساهمت بشكل هام في سمعته، لا سيما ما يتعلق بملف عمل فاسموت بورتفوليو، الذي ساهمت ماهوني في أكثر من نصف الرسومات العديدة التي احتواها. وصفها الكاتب المعماري راينر بانهام بأنها «أعظم المخططين المعماريين في جيلها». أشاد رايت والعديد من النقاد برسمها لمنزل ك. سي. ديرهودس في ساوث بند، إنديانا عند إتمامه. قلل رايت من إسهامات الآخرين في مدرسة البراري، ومن بينهم ماهوني. لكن إدراكًا واضحًا لإسهامات ماريون ماهوني في الهندسة المعمارية لصالح استديو أوك بارك، يأتي إلينا من ابن رايت، جون لويد رايت، الذي يشير إلى أنّ كل من ويليام دراموند وفرانسيس باري بيرن ووالتر بيرلي غريفين وألبرت تشيس مكارثر وماريون ماهوني وإيزابيل روبرتس وجورج ويليس، هم الرسامون، أي أن الرجال الخمسة هؤلاء بالإضافة إلى المرأتين، الذين قدموا إسهاماتٍ قيّمة لأسلوب عمارة البراري، والتي بفضلها أصبح رايت مشهورًا. صممت ماهوني خلال هذا الوقت مسكن جيرالد ماهوني (1907) في مدينة إلخارت في إنديانا، لشقيقها وزوجته.
عندما فرّ رايت إلى أوروبا مع ماماه بورثويك تشيني في عام 1909، عرض على ماهوني عمل الاستديو لكنها رفضت العرض. بعد رحيل رايت، عيّنها هيرمان فون هولست، الذي اضطلع بتعهدات رايت، بشرط أن تتولى أمور التصميم. وبهذه الصفة، كانت ماهوني المهندسة المعمارية لعدد من المهام التي تخلّى عنها رايت. مثالان على ذلك، التصميم الأول (غير المُنفّذ) لقصر هنري فورد، فير لين في ديربورن وآمبرغ هاوس في غراند رابيدس، ميشيغان.

### العمل مع والتر بيرلي غريفين
أوصت ماهوني إلى فون هولست بوالتر بيرلي غريفين، ليعمل على تطوير المناظر الطبيعية للمنطقة المحيطة بالمنازل الثلاثة التي كلفها بها رايت في ديكادور إلينوي. كان غريفين زميلًا معماريًا وموظفًا سابقًا لدى رايت وعضوًا بارزًا في مدرسة البراري للهندسة المعمارية. عملت ماهوني وغريفين في مشروع ديكادور قبل زواجهما؛ لتعمل ماهوني بعد ذلك لدى شركة غريفين. يُنظر إلى التطوير التصميمي الذي نفذه كل من والتر بيرلي غريفين وماريون ماهوني، والذي يمثل موطنًا لمجموعة مدهشة من مساكن طراز مدرسة البراري، مقاطعة -روك كريست- روك غلين في ماسون سيتي في ولاية آيوا، على أنه أكثر تطوير تصميمي أمريكي دراماتيكيةً في ذلك العقد. وهي أكبر مجموعة من منازل طراز البراري التي تحيط بموقع طبيعي.
تزوج ماهوني وغريفين في عام 1911، واستمرت تلك الشراكة 26 عامًا. كانت منظورات الألوان المائية التي قدمتها ماهوني والمتعلقة بتصميم غريفين لكانبرا، العاصمة الأسترالية الجديدة، أساسية في حصوله على الجائزة الأولى في المنافسة الدولية لتخطيط المدينة. انتقل الزوجان في عام 1914 إلى أستراليا للإشراف على مبنى كانبرا. أدارت ماهوني مكتب سيدني وكانت مسؤولة عن تصميم تعهداتهم الخاصة. تعرّف الزوجان في أستراليا على حركة الأنثروبوصوفيا وأفكار رودولف شتاينر وتبنياها بحماس شديد، وانضما في سيدني إلى مجتمع الأنثروبوصوفيا. وفي أستراليا، كان الزوجان رائدَين في طريقة بناء نيتلوك، التي قام رايت بمحاكاتها بشكل غير دقيق في نظام البناء النسيجي للمنازل التي صممها في كاليفورنيا خلال عشرينيات القرن العشرين.
طُلب من والتر تصميم مكتبة لصالح جامعة لكهنؤ في الهند، فذهب إلى الكلية في سبتمبر من عام 1935، وسرعان ما حصل على العديد من التعهدات الأخرى. وصلت ماريون في أبريل من عام 1936، وسرعان ما تولت مسؤولية المكتب وأشرفت على تصميم العديد من المباني. في فبراير من عام 1937، أي بعد أقل من عام، توفي والتر بسبب التهاب الصفاق التالي لاستئصال المرارة. مضت ماهوني تاركةً المكتب مخلّفة وراءها العديد من المشاريع غير المُنفّذة، وعادت إلى أستراليا. ساهم الزوجان في نشر أسلوب مدرسة البراري في قارتين بعيدًا عن المكان الأصلي الذي نشأ فيه هذا الأسلوب. عزت ماهوني الفضل إلى لويس سوليفان لكونه المحرك الرئيس لفلسفة مدرسة البراري، وآمنت أن عادة رايت في نسب الفضل إلى نفسه في هذه الحركة، تفسّر وفاته المبكرة في الولايات المتحدة.